# Плотіцина Анна Олександрівна
Анна Олександрівна Плотіцина (нар. 1 січня 1987, Суми, Українська РСР, СРСР) — українська легкоатлетка, що спеціалізується на бігу з бар'єрами, учасниця Олімпійських ігор 2016 року.

## Основні досягнення
| Рік  | Чемпіонат                                | Місце проведення         | Дисципліна | Місце             | Результат |
| ---- | ---------------------------------------- | ------------------------ | ---------- | ----------------- | --------- |
| 2006 | Чемпіонат світу серед юніорів            | Пекін, Китай             | 11 (пф)    | 100 м з бар'єрами | 13.91     |
| 2006 | Чемпіонат світу серед юніорів            | Пекін, Китай             | 7          | 4х400 м           | 3:36.97   |
| 2007 | Чемпіонат Європи серед молоді            | Дебрецен, Угорщина       | 29 (з)     | 100 м з бар'єрами | 13.14     |
| 2007 | Чемпіонат Європи серед молоді            | Дебрецен, Угорщина       | 3          | 4х400 м           | 3:33.90   |
| 2013 | Чемпіонат Європи в приміщенні            | Гетеборг, Швеція         | 15 (пф)    | 60 м з бар'єрами  | 8.16      |
| 2013 | Універсіада                              | Казань, Росія            | 4          | 100 м з бар'єрами | 13.04     |
| 2013 | Чемпіонат світу                          | Москва, Росія            | 27 (з)     | 100 м з бар'єрами | 13.30     |
| 2014 | Чемпіонат світу в приміщенні             | Сопот, Польща            | 19th (з)   | 60 м з бар'єрами  | 8.15      |
| 2015 | Чемпіонат Європи в приміщенні            | Прага, Чехія             | 8          | 60 м з бар'єрами  | 8.10      |
| 2015 | Чемпіонат світу                          | Пекін, Китай             | 26         | 100 м з бар'єрами | 13.15     |
| 2016 | Чемпіонат світу в приміщенні             | Портленд, США            | 9 (з)      | 60 м з бар'єрами  | 8.09      |
| 2016 | Чемпіонат Європи                         | Амстердам, Нідерланди    | 11 (пф)    | 100 м з бар'єрами | 13.02     |
| 2016 | Олімпійські ігри                         | Ріо-де-Жанейро, Бразилія | 34 (з)     | 100 м з бар'єрами | 13.12     |
| 2017 | Чемпіонат Європи в приміщенні            | Белград, Сербія          | 4          | 60 м з бар'єрами  | 7.96      |
| 2019 | Європейські ігри                         | Мінськ, Білорусь         | 2          | 100 м з бар'єрами | 13.14     |
| 2019 | Європейські ігри                         | Мінськ, Білорусь         | 1          | Команда (DNA)     |           |
| 2019 | Всесвітні Ігри серед військовослужбовців | Ухань, Китай             | 2          | 100 м з бар'єрами | 13.40     |

## Державні нагороди
- Орден княгині Ольги III ст. (15 липня 2019) — за досягнення високих спортивних результатів на ІІ Європейських іграх 2019 в Мінську (Республіка Білорусь), виявлені самовідданість та волю до перемоги, піднесення міжнародного авторитету України[2]